# Petru Lucinschi
Petru Lucinschi (Rădulenii Vechi, 27 de janeiro de 1940) é um ex-político moldavo que foi o segundo presidente da Moldávia de 1997 a 2001. Atualmente atua como fundador e chefe da Fundação Lucinschi de Estudos Estratégicos e Relações Internacionais. 

## Biografia

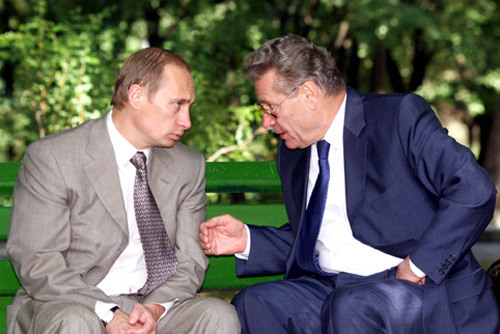
Vladimir Putin e Petru Lucinschi, Chișinău, 17 de junho de 2000.

Petru Lucinschi nasceu em 27 de janeiro de 1940 na aldeia de Rădulenii Vechi, condado de Soroca, Reino da Romênia (agora distrito de Florești) na família de Kirill Vasilievich Lucinschi. Lucinschi carrega uma versão transcrita do sobrenome polonês Łuczyński, mas nunca se identificou publicamente com uma herança polonesa. Em 1962, formou-se na Universidade Estadual de Chișinău. Durante seus estudos, foi secretário do Komsomol local. De 1963 a 1964, ele trabalhou no Komsomol no Exército Soviético. Possui doutorado em Filosofia (1977) pela Academia Russa de Ciências de Moscou. 

## Carreira no Partido Comunista
Em 1964, foi admitido no Partido Comunista da União Soviética. A partir de 1971, Lucinschi foi membro do Comitê Executivo (Politburo) do Comitê Central do Partido Comunista na República Socialista Soviética da Moldávia.  Ele era o único moldavo nativo na liderança do Partido Comunista da Moldávia naquela época, quando a liderança da RSS da Moldávia estava quase completamente nas mãos de pessoas de fora da república ou da Transnístria. 
De 1978 a 1989, foi primeiro secretário do Comitê Municipal de Chișinău do Partido Comunista da Moldávia.  Em 1978, Ivan Bodiul o enviou para trabalhar no Partido Comunista da União Soviética em Moscou, onde Lucinschi permaneceu até 1986. De 1986 a 1989, Lucinschi foi segundo secretário do Comitê Central do Partido Comunista do Tadjiquistão. Após o seu regresso à República Socialista Soviética da Moldávia em 1989, tornou-se primeiro secretário do Partido Comunista da Moldávia. A sua nomeação seguiu-se à agitação civil de 7 de Novembro, durante as celebrações do 72º aniversário da Grande Revolução Socialista de Outubro. 
No início de 1991, foi nomeado secretário do Comitê Central do Partido Comunista da União Soviética, então trocou novamente a República Socialista Soviética da Moldávia por Moscou.

## Carreira pós-soviética imediata (1991-1997)
Em 1991, foi nomeado Embaixador da Moldávia na Rússia. Em 4 de fevereiro de 1993, foi eleito Presidente do Parlamento da Moldávia, sendo reeleito em 29 de março de 1994 para um novo mandato. Ele ocupou o cargo até 1997. 

## Presidência (1997–2001)
Lucinschi foi eleito o segundo presidente da Moldávia em novembro de 1996. Quando assumiu o cargo, muitos meios de comunicação ocidentais retrataram-no como um homem moscovita que permanecia orientado para o passado soviético. Ele era frequentemente visto como o mal menor para Vladimir Voronin, do Partido Comunista.  Sob a sua liderança, as reformas iniciadas pelo seu antecessor Mircea Snegur foram continuadas. Também marcou o início do distanciamento da Moldávia das nações da Comunidade de Estados Independentes e do estreitamento das relações com a União Europeia. Ao longo dos seus quatro anos no poder, a administração Lucinschi foi marcada por confrontos ferozes no Parlamento. Ele serviu até 2001, quando convocou eleições antecipadas, e o Parlamento votou a favor de Vladimir Voronin. 

### Política externa

#### Rússia e CEI
Durante a sua presidência, ele defendeu laços estreitos com a Rússia.  Ele era amigo do líder azerbaijano Heydar Aliyev, pois eles haviam trabalhado juntos no governo soviético e se conheciam como líderes de suas repúblicas desde 1970, quando Lucinschi visitou Baku. 

## Pós-presidência

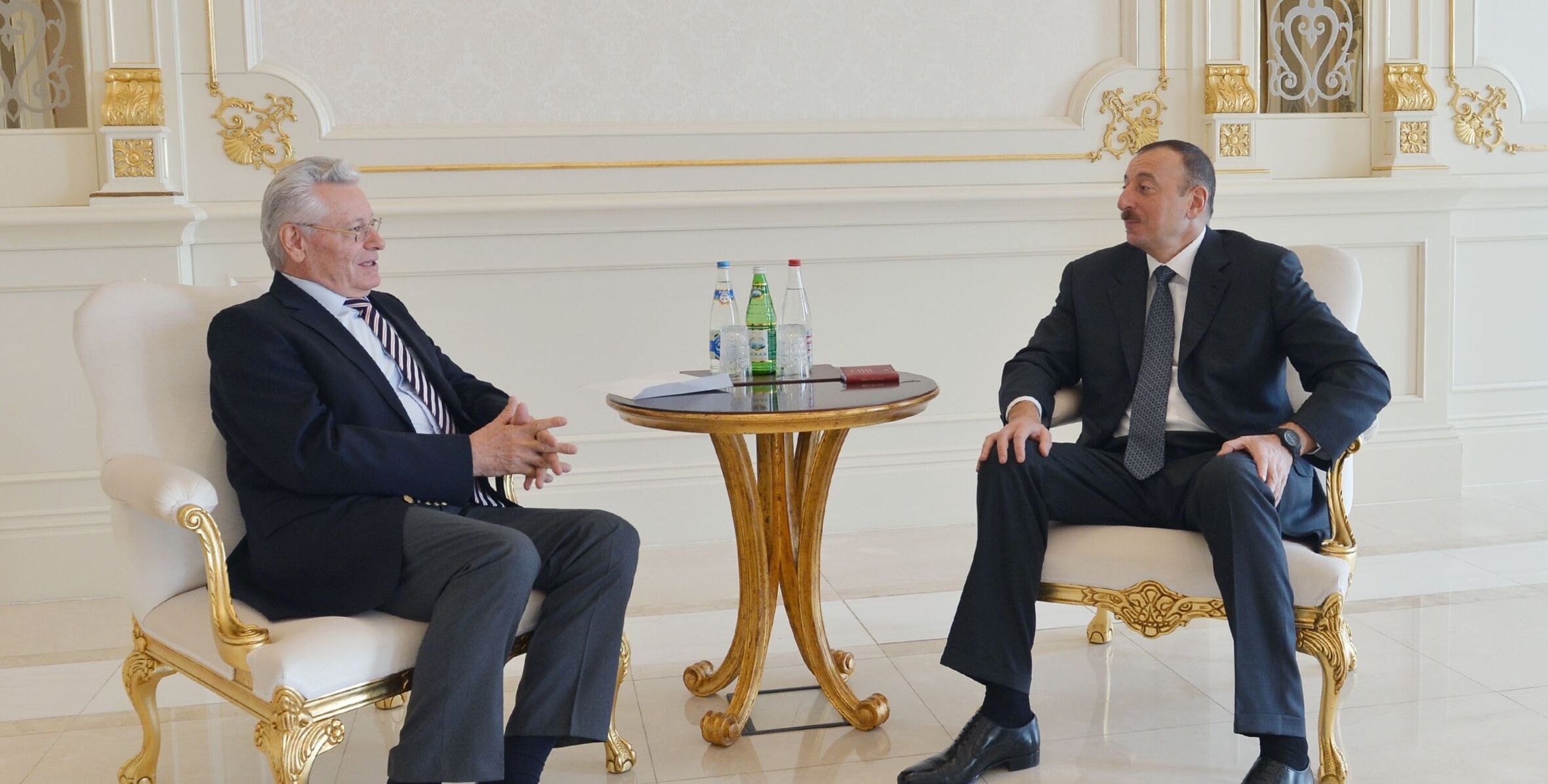
Presidente do Azerbaijão Ilham Aliyev recebendo Lucinschi em Baku em 2014.

Desde que deixou o cargo, ele continuou a se reunir com seus antigos homólogos, incluindo o líder do Azerbaijão, Ilham Aliyev,  o presidente do Cazaquistão, Nursultan Nazarbayev,  o presidente da Estônia, Arnold Rüütel,  e o presidente ucraniano, Leonid Kravchuk.  Após a morte do ex-presidente russo Boris Iéltsin, descreveu-o como um político que "prestou muita atenção às aspirações nacionais dos países do conglomerado da URSS", dizendo além disso que "desempenhou um papel essencial para jovens estados independentes como Moldávia".  Em 2018, publicou seu livro Pyotr Kirillovich Luchinsky – Membro do Politburo e Presidente, de autoria do escritor russo Mikhail Lukichev.   No início de 2019, o presidente Igor Dodon convidou Lucinschi junto com o ex-presidente Mircea Snegur para um passeio pelo recém reformado Palácio Presidencial,  que precisava de reparos há mais de uma década. Em 2020, Lucinschi, juntamente com 49 colegas do Centro Internacional Nizami Ganjavi com sede em Baku, apelou a uma ação internacional para enfrentar as novas vagas da pandemia da COVID-19. 
Durante a invasão russa da Ucrânia, ele ajudou pessoalmente famílias ucranianas a se estabelecerem em Chisinau. 

## Vida pessoal
Lucinschi foi casado com Antonina (falecida em 2006), professora aposentada, e tem dois filhos, Sergiu e Chiril. Chirill é um empresário e político que foi membro do parlamento e também jogador profissional de basquete. 

## Prêmios e condecorações

### Nacionais
- Ordem da República (27 de janeiro de 2005) [22]
- Ordem de Ștefan cel Mare, Grau II (Metrópole de Chișinău e Toda a Moldávia, 9 de fevereiro de 2010) [23]
- Om Emerit (28 de janeiro de 2015) [24]

### Soviéticas
- Ordem da Bandeira Vermelha do Trabalho (duas vezes) [25]
- Ordem da Amizade dos Povos [25]

### Extrangeiras
- Grã-Cruz da Legião de Honra (França, 1998) [26]
- Ordem do Redentor (Grécia, 1999) [26]
- Grande Ordem dos Cavaleiros do Santo Sepulcro (Igreja Ortodoxa Grega, Jerusalém, 2000) [26]
- Medalha "Belém 2000" (Autoridade Nacional Palestina, 2000) [27]
- Ordem "Estrela da Romênia" (Romênia, 2000) [26]
- Medalha "Em Comemoração do 850º Aniversário de Moscou" (Rússia, 6 de setembro de 1997) [28]
- Cidadão Honorário da Cidade de Astana